# Lågsjö
Lågsjö är en by i Bjurholms kommun, ca 12km sydost om huvudorten Bjurholm.
Byn har anor från sent 1700-tal och de första bosättarna kom till byn från närbelägna Vitvattnet. Under 1930 och 1940-talet bodde som mest ca 50 personer i byn. Jordbruk, jakt, skogsarbete och dikningsarbete har varit byns huvudnäringen. Farbar bilväg till Lågsjö byggdes 1956. 2010 fanns fem underhållna gårdar kvar i byn, men bara ett fåtal fasta bybor. 